# Vitaliy Zakharov
Vitaliy Gueorguievitch Zakharov (russe : Виталий Георгиевич Захаров), né le 18 décembre 1967 à Ferghana (RSS d'Ouzbékistan), est un escrimeur biélorusse spécialisé dans le maniement de l'épée.

## Carrière
Zakharov prend part à la compétition d'épée individuelle des Jeux d'Atlanta en 1996. Il atteint le deuxième tour à la faveur de sa victoire sur Nuno Frazão du Portugal (15-11), mais est battu au deuxième tour par Angelo Mazzoni (15-11 également). Il quitte les États-Unis classé vingt-sixième. Deux ans plus tard, il remporte une première médaille internationale aux championnats d'Europe de Plovdiv, tout comme son compatriote Vladimir Pzhenikin à la même arme. Tous deux sont battus par un tireur français en demi-finale. 
Durant les Jeux de 2000 à Sydney, Zakharov est exempté de premier tour, et est éliminé dès le second par le Sud-Coréen Lee Sang-yeop (15-14). Durant la compétition par équipes, l'équipe de Biélorussie passe un tour de barrage en battant l'Autriche sur le score de 45-44. Puis les biélorusses affrontent la Corée du Sud. Zakharov prend une revanche personnelle sur Lee Sang-yeop, qu'il bat 8-4, mais ne parvient à empêcher la défaite de son équipe (45-44). Battus par l'Allemagne en match de classement, les Biélorusses prennent la sixième place sur onze équipes.
Ces échecs aux Jeux olympiques sont comblés par de nouvelles médailles européennes et mondiales, à commencer par le titre aux championnats d'Europe de Coblence, 2001, devant l'Italien Paolo Milanoli. Les deux années suivantes, aux championnats du monde de Lisbonne et La Havane, il remporte deux médailles de bronze en individuel.

## Palmarès
- Championnats du monde d'escrime
  -  Médaille de bronze aux championnats du monde d'escrime 2003 à La Havane
  -  Médaille de bronze aux championnats du monde d'escrime 2002 à Lisbonne

- Championnats d'Europe d'escrime
  -  Médaille d'or aux championnats d'Europe d'escrime 2001 à Coblence
  -  Médaille de bronze aux championnats d'Europe d'escrime 1998 à Plovdiv